# Großer Preis von Kanada 1980
Der Große Preis von Kanada 1980 (offiziell XIX Grand Prix Labatt du Canada) fand am 28. September auf dem Circuit Île Notre-Dame in Montreal statt und war das 13. Rennen der Automobil-Weltmeisterschaft 1980.

## Berichte

### Hintergrund
Die beiden Finalrennen der Saison 1980, die auf dem nordamerikanischen Kontinent ausgetragen wurden, standen im Zeichen des Duells um die Weltmeisterschaft zwischen Alan Jones und Nelson Piquet, die in der WM-Tabelle zum damaligen Zeitpunkt nur einen Punkt auseinanderlagen.
Nach dem überraschenden Rückzug von Vittorio Brambilla im Anschluss an den Großen Preis von Italien engagierte das Alfa-Romeo-Werksteam dessen Landsmann Andrea de Cesaris als Ersatz. Ein weiterer Neuling an diesem Wochenende war Kevin Cogan, der einen zweiten Williams FW07B des privaten Teams RAM Racing pilotierte. Mit Derek Warwick stand bei Arrows ein dritter Neuling für den Fall zur Verfügung, dass Jochen Mass nach wie vor verletzungsbedingt nicht hätte teilnehmen können. Doch der Deutsche hatte seine Verletzungen soweit auskuriert, dass er wieder an den Start gehen konnte.
Tyrrell setzte einen dritten Werkswagen für Mike Thackwell ein, der sich bereits beim Großen Preis der Niederlande als Ersatz für Mass im Arrows zu qualifizieren versucht hatte. Lotus kehrte hingegen wieder zur Stammbesetzung mit zwei Fahrzeugen zurück und verzichtete auf den Einsatz des dritten Wagens für Nigel Mansell. Ebenfalls nicht mehr dabei war der zweite Ensign für Geoff Lees.
Riccardo Patrese bestritt seinen 50. Grand Prix.

### Training
Sämtliche Piloten unterboten während des zweiten Qualifikationstrainings am Samstag ihre jeweiligen Rundenbestzeiten des Vortages.
Passend zur Situation in der Weltmeisterschaft qualifizierten sich die beiden Duellanten Piquet und Jones für die erste Startreihe, wobei der Brasilianer vorn lag, ebenso wie zu diesem Zeitpunkt in der WM-Wertung. Didier Pironi bildete zusammen mit Bruno Giacomelli die zweite Startreihe vor Carlos Reutemann und Keke Rosberg.
Die Michelin-bereiften Fahrzeuge fanden sich allesamt auf den hinteren Startplätzen wieder. Die Nichtqualifikation des amtierenden Weltmeisters Jody Scheckter, der bereits seinen Rücktritt zum Saisonende angekündigt hatte, bildete den negativen Höhepunkt einer für ihn und das Team Ferrari unbefriedigenden Saison.

### Rennen
Jones kam besser von seinem Startplatz weg, als der von der Pole-Position gestartete Piquet. Dieser wehrte sich jedoch nach Kräften gegen den Australier, was schließlich Kollision der beiden führte. Während Jones das Rennen fortsetzen konnte, wurden außer Piquets Brabham sieben weitere Fahrzeuge in die Kollision verwickelt, und zwar die Tyrrells von Derek Daly und Jean-Pierre Jarier, die beiden Fittipaldis von Keke Rosberg und Emerson Fittipaldi, sowie die von Mario Andretti, Gilles Villeneuve und Mass pilotierten Wagen. Das Rennen wurde abgebrochen, da die beschädigten Wagen nicht schnell genug beseitigt werden konnten.
Das Feld formierte sich zum Neustart, an dem auch Piquet, Fittipaldi, Villeneuve, Andretti und Mass in ihren T-Cars teilnahmen. Rosberg startete mit seinem eilig reparierten Fahrzeug aus der Boxengasse. Jarier übernahm den Wagen des Gaststarters Thackwell, der wenige Minuten zuvor als zum damaligen Zeitpunkt jüngster Fahrer an einem Grand-Prix-Start teilgenommen und somit einen Rekord aufgestellt hatte, der erst beim Großen Preis von Ungarn 2009 durch Jaime Alguersuari gebrochen wurde.
Den zweiten Start gewann erneut Jones. Auch Pironi zog an Piquet vorbei auf den zweiten Rang. Bis zur dritten Runde kämpfte sich der Brasilianer jedoch wieder an die Spitze. Er verteidigte diese Position bis zur 24. Runde. Dann musste er aufgrund eines Motorschadens aufgeben, wodurch Jones wieder die Führung übernahm.
In Runde 26 verunglückte Jean-Pierre Jabouille infolge eines Aufhängungsdefektes schwer. Er musste aus seinem zerstörten Wagen herausgeschnitten werden und trug schwerwiegende Beinverletzungen davon.
Alain Prost, der im Mittelfeld gestartet war, hatte sich bis zur 34. Runde bis auf den vierten Rang nach vorn gekämpft. Ein Aufhängungsschaden warf ihn jedoch in Runde 42 aus dem Rennen.
Aufgrund eines Frühstarts erhielt Pironi eine nachträgliche Strafminute. Jones kam als Zweiter mit weniger als einer Minute Rückstand auf den Franzosen ins Ziel, ebenso wie Carlos Reutemann als Dritter. Dadurch wurde Jones zum Sieger vor Reutemann und Pironi erklärt. Aufgrund der damals gültigen Streichresultate-Regelung konnte Piquet den Vorsprung von Jones beim Finallauf in Watkins Glen nicht mehr aufholen. Der Australier stand somit als neuer Weltmeister fest.

## Meldeliste
| Team                          | Nr. | Fahrer                | Chassis        | Motor                    | Reifen |
| ----------------------------- | --- | --------------------- | -------------- | ------------------------ | ------ |
| Scuderia Ferrari SpA SEFAC    | 01  | Jody Scheckter        | Ferrari 312T5  | Ferrari 015 3.0 F12      | M      |
| Scuderia Ferrari SpA SEFAC    | 02  | Gilles Villeneuve     | Ferrari 312T5  | Ferrari 015 3.0 F12      | M      |
| Candy Tyrrell Team            | 03  | Jean-Pierre Jarier    | Tyrrell 010    | Ford Cosworth DFV 3.0 V8 | G      |
| Candy Tyrrell Team            | 04  | Derek Daly            | Tyrrell 010    | Ford Cosworth DFV 3.0 V8 | G      |
| Candy Tyrrell Team            | 43  | Mike Thackwell        | Tyrrell 010    | Ford Cosworth DFV 3.0 V8 | G      |
| Parmalat Racing Team          | 05  | Nelson Piquet         | Brabham BT49   | Ford Cosworth DFV 3.0 V8 | G      |
| Parmalat Racing Team          | 06  | Héctor Rebaque        | Brabham BT49   | Ford Cosworth DFV 3.0 V8 | G      |
| Marlboro Team McLaren         | 07  | John Watson           | McLaren M29C   | Ford Cosworth DFV 3.0 V8 | G      |
| Marlboro Team McLaren         | 08  | Alain Prost           | McLaren M30    | Ford Cosworth DFV 3.0 V8 | G      |
| Team ATS                      | 09  | Marc Surer            | ATS D4         | Ford Cosworth DFV 3.0 V8 | G      |
| Team Essex Lotus              | 11  | Mario Andretti        | Lotus 81       | Ford Cosworth DFV 3.0 V8 | G      |
| Team Essex Lotus              | 12  | Elio de Angelis       | Lotus 81       | Ford Cosworth DFV 3.0 V8 | G      |
| Unipart Racing Team           | 14  | Jan Lammers           | Ensign N180    | Ford Cosworth DFV 3.0 V8 | G      |
| Équipe Renault Elf            | 15  | Jean-Pierre Jabouille | Renault RE20   | Renault EF1 1.5 V6t      | M      |
| Équipe Renault Elf            | 16  | René Arnoux           | Renault RE20   | Renault EF1 1.5 V6t      | M      |
| Skol Fittipaldi Team          | 20  | Emerson Fittipaldi    | Fittipaldi F8  | Ford Cosworth DFV 3.0 V8 | G      |
| Skol Fittipaldi Team          | 21  | Keke Rosberg          | Fittipaldi F8  | Ford Cosworth DFV 3.0 V8 | G      |
| Marlboro Team Alfa Romeo      | 22  | Andrea de Cesaris     | Alfa Romeo 179 | Alfa Romeo 1260 3.0 V12  | G      |
| Marlboro Team Alfa Romeo      | 23  | Bruno Giacomelli      | Alfa Romeo 179 | Alfa Romeo 1260 3.0 V12  | G      |
| Équipe Ligier Gitanes         | 25  | Didier Pironi         | Ligier JS11/15 | Ford Cosworth DFV 3.0 V8 | G      |
| Équipe Ligier Gitanes         | 26  | Jacques Laffite       | Ligier JS11/15 | Ford Cosworth DFV 3.0 V8 | G      |
| Albilad-Williams Racing Team  | 27  | Alan Jones            | Williams FW07B | Ford Cosworth DFV 3.0 V8 | G      |
| Albilad-Williams Racing Team  | 28  | Carlos Reutemann      | Williams FW07B | Ford Cosworth DFV 3.0 V8 | G      |
| Warsteiner Arrows Racing Team | 29  | Riccardo Patrese      | Arrows A3      | Ford Cosworth DFV 3.0 V8 | G      |
| Warsteiner Arrows Racing Team | 30  | Jochen Mass           | Arrows A3      | Ford Cosworth DFV 3.0 V8 | G      |
| Osella Squadra Corse          | 31  | Eddie Cheever         | Osella FA1B    | Ford Cosworth DFV 3.0 V8 | G      |
| RAM/Penthouse Rizla Racing    | 50  | Rupert Keegan         | Williams FW07B | Ford Cosworth DFV 3.0 V8 | G      |
| RAM/Rainbow Jeans Racing      | 51  | Kevin Cogan           | Williams FW07B | Ford Cosworth DFV 3.0 V8 | G      |

## Klassifikationen

### Qualifying
| Pos. | Fahrer                | Konstrukteur    | Qualifikationstraining 1 | Qualifikationstraining 1 | Qualifikationstraining 2 | Qualifikationstraining 2 | Start |
| Pos. | Fahrer                | Konstrukteur    | Zeit                     | Ø-Geschwindigkeit        | Zeit                     | Ø-Geschwindigkeit        | Start |
| ---- | --------------------- | --------------- | ------------------------ | ------------------------ | ------------------------ | ------------------------ | ----- |
| 01   | Nelson Piquet         | Brabham-Ford    | 1:31,909                 | 172,736 km/h             | 1:27,328                 | 181,797 km/h             | 01    |
| 02   | Alan Jones            | Williams-Ford   | 1:30,710                 | 175,019 km/h             | 1:28,164                 | 180,073 km/h             | 02    |
| 03   | Didier Pironi         | Ligier-Ford     | 1:31,896                 | 172,761 km/h             | 1:28,322                 | 179,751 km/h             | 03    |
| 04   | Bruno Giacomelli      | Alfa Romeo      | 1:34,628                 | 167,773 km/h             | 1:28,575                 | 179,238 km/h             | 04    |
| 05   | Carlos Reutemann      | Williams-Ford   | 1:31,184                 | 174,109 km/h             | 1:28,663                 | 179,060 km/h             | 05    |
| 06   | Keke Rosberg          | Fittipaldi-Ford | 1:33,829                 | 169,201 km/h             | 1:28,702                 | 178,981 km/h             | 06    |
| 07   | John Watson           | McLaren-Ford    | 1:31,880                 | 172,791 km/h             | 1:28,755                 | 178,874 km/h             | 07    |
| 08   | Andrea de Cesaris     | Alfa Romeo      | 1:32,579                 | 171,486 km/h             | 1:29,026                 | 178,330 km/h             | 08    |
| 09   | Jacques Laffite       | Ligier-Ford     | 1:31,815                 | 172,913 km/h             | 1:29,130                 | 178,122 km/h             | 09    |
| 10   | Héctor Rebaque        | Brabham-Ford    | 1:33,980                 | 168,930 km/h             | 1:29,377                 | 177,630 km/h             | 10    |
| 11   | Riccardo Patrese      | Arrows-Ford     | 1:34,210                 | 168,517 km/h             | 1:29,400                 | 177,584 km/h             | 11    |
| 12   | Alain Prost           | McLaren-Ford    | 1:33,899                 | 169,075 km/h             | 1:29,804                 | 176,785 km/h             | 12    |
| 13   | Jean-Pierre Jabouille | Renault         | 1:34,058                 | 168,789 km/h             | 1:29,932                 | 176,533 km/h             | 13    |
| 14   | Eddie Cheever         | Osella-Ford     | 1:34,603                 | 167,817 km/h             | 1:29,937                 | 176,524 km/h             | 14    |
| 15   | Jean-Pierre Jarier    | Tyrrell-Ford    | 1:34,234                 | 168,474 km/h             | 1:30,070                 | 176,263 km/h             | 15    |
| 16   | Emerson Fittipaldi    | Fittipaldi-Ford | 1:36,847                 | 163,929 km/h             | 1:30,294                 | 175,826 km/h             | 16    |
| 17   | Elio de Angelis       | Lotus-Ford      | 1:32,115                 | 172,350 km/h             | 1:30,316                 | 175,783 km/h             | 17    |
| 18   | Mario Andretti        | Lotus-Ford      | 1:34,040                 | 168,822 km/h             | 1:30,559                 | 175,311 km/h             | 18    |
| 19   | Jan Lammers           | Ensign-Ford     | 1:34,658                 | 167,720 km/h             | 1:30,668                 | 175,100 km/h             | 19    |
| 20   | Derek Daly            | Tyrrell-Ford    | 1:34,843                 | 167,392 km/h             | 1:30,791                 | 174,863 km/h             | 20    |
| 21   | Jochen Mass           | Arrows-Ford     | 1:38,099                 | 161,837 km/h             | 1:30,831                 | 174,786 km/h             | 21    |
| 22   | Gilles Villeneuve     | Ferrari         | 1:34,588                 | 167,844 km/h             | 1:30,855                 | 174,740 km/h             | 22    |
| 23   | René Arnoux           | Renault         | 1:33,693                 | 169,447 km/h             | 1:30,912                 | 174,630 km/h             | 23    |
| 24   | Mike Thackwell        | Tyrrell-Ford    | 1:37,738                 | 162,434 km/h             | 1:31,036                 | 174,393 km/h             | 24    |
| DNQ  | Marc Surer            | ATS-Ford        | 1:36,060                 | 165,272 km/h             | 1:31,169                 | 174,138 km/h             | –     |
| DNQ  | Jody Scheckter        | Ferrari         | 1:35,179                 | 166,802 km/h             | 1:31,688                 | 173,152 km/h             | –     |
| DNQ  | Rupert Keegan         | Williams-Ford   | 1:35,322                 | 166,551 km/h             | 1:32,638                 | 171,377 km/h             | –     |
| DNQ  | Kevin Cogan           | Williams-Ford   | 1:37,059                 | 163,571 km/h             | 1:32,745                 | 171,179 km/h             | –     |

### Rennen
| Pos. | Fahrer                | Konstrukteur    | Runden | Stopps | Zeit       | Start | Schnellste Runde |
| ---- | --------------------- | --------------- | ------ | ------ | ---------- | ----- | ---------------- |
| 01   | Alan Jones            | Williams-Ford   | 70     | 0      | 1:46:45,53 | 02    | 1:29,07          |
| 02   | Carlos Reutemann      | Williams-Ford   | 70     | 0      | + 15,54    | 05    | 1:29,58          |
| 03   | Didier Pironi         | Ligier-Ford     | 70     | 0      | + 19,13    | 03    | 1:28,769 (62.)   |
| 04   | John Watson           | McLaren-Ford    | 70     | 0      | + 30,98    | 07    | 1:30,34          |
| 05   | Gilles Villeneuve     | Ferrari         | 70     | 0      | + 55,23    | 22    | 1:30,39          |
| 06   | Héctor Rebaque        | Brabham-Ford    | 69     | 0      | + 1 Runde  | 10    | 1:30,84          |
| 07   | Jean-Pierre Jarier    | Tyrrell-Ford    | 69     | 0      | + 1 Runde  | 15    | 1:30,68          |
| 08   | Jacques Laffite       | Ligier-Ford     | 68     | 0      | DNF        | 09    | 1:29,68          |
| 09   | Keke Rosberg          | Fittipaldi-Ford | 68     | 0      | + 2 Runden | 06    | 1:30,66          |
| 10   | Elio de Angelis       | Lotus-Ford      | 68     | 0      | + 2 Runden | 17    | 1:30,33          |
| 11   | Jochen Mass           | Arrows-Ford     | 67     | 0      | + 3 Runden | 21    | 1:33,78          |
| 12   | Jan Lammers           | Ensign-Ford     | 66     | 0      | + 4 Runden | 19    | 1:33,01          |
| –    | Alain Prost           | McLaren-Ford    | 41     | 0      | DNF        | 12    | 1:30,19          |
| –    | René Arnoux           | Renault         | 39     | 0      | DNF        | 23    | 1:33,75          |
| –    | Jean-Pierre Jabouille | Renault         | 25     | 0      | DNF        | 13    | 1:31,99          |
| –    | Nelson Piquet         | Brabham-Ford    | 23     | 0      | DNF        | 01    | 1:30,51          |
| –    | Mario Andretti        | Lotus-Ford      | 11     | 0      | DNF        | 18    | 1:33,42          |
| –    | Andrea de Cesaris     | Alfa Romeo      | 8      | 0      | DNF        | 08    | 1:31,72          |
| –    | Eddie Cheever         | Osella-Ford     | 8      | 0      | DNF        | 14    | 1:32,96          |
| –    | Emerson Fittipaldi    | Fittipaldi-Ford | 8      | 0      | DNF        | 16    | 1:36,12          |
| –    | Bruno Giacomelli      | Alfa Romeo      | 7      | 0      | DNF        | 04    | 1:31,34          |
| –    | Riccardo Patrese      | Arrows-Ford     | 6      | 0      | DNF        | 11    | 1:32,44          |
| –    | Derek Daly            | Tyrrell-Ford    | 0      | 0      | DNF        | 20    | –                |
| –    | Mike Thackwell        | Tyrrell-Ford    | 0      | 0      | DNF        | 24    | –                |

## WM-Stände nach dem Rennen
Die ersten sechs des Rennens bekamen 9, 6, 4, 3, 2 bzw. 1 Punkt(e). Es zählten nur die besten fünf Ergebnisse aus den ersten sieben Rennen und die besten fünf Ergebnisse aus den letzten sieben Rennen. Streichresultate sind in Klammern gesetzt. In der Konstrukteurswertung wurden alle Resultate gewertet.

### Fahrerwertung
| Pos. | Fahrer                | Konstrukteur    | Punkte  |
| ---- | --------------------- | --------------- | ------- |
| 01   | Alan Jones            | Williams-Ford   | 62      |
| 02   | Nelson Piquet         | Brabham-Ford    | 54      |
| 03   | Carlos Reutemann      | Williams-Ford   | 40 (43) |
| 04   | Jacques Laffite       | Ligier-Ford     | 32      |
| 05   | René Arnoux           | Renault         | 29      |
| 06   | Didier Pironi         | Ligier-Ford     | 28      |
| 07   | Elio de Angelis       | Lotus-Ford      | 10      |
| 08   | Jean-Pierre Jabouille | Renault         | 9       |
| 09   | Riccardo Patrese      | Arrows-Ford     | 7       |
| 10   | Keke Rosberg          | Fittipaldi-Ford | 6       |
| 11   | John Watson           | McLaren-Ford    | 6       |
| 12   | Derek Daly            | Tyrrell-Ford    | 6       |
| 13   | Jean-Pierre Jarier    | Tyrrell-Ford    | 6       |
| 14   | Gilles Villeneuve     | Ferrari         | 6       |
| 15   | Emerson Fittipaldi    | Fittipaldi-Ford | 5       |
| 16   | Alain Prost           | McLaren-Ford    | 5       |
| 17   | Jochen Mass           | Arrows-Ford     | 4       |

| Pos. | Fahrer              | Konstrukteur              | Punkte |
| ---- | ------------------- | ------------------------- | ------ |
| 18   | Bruno Giacomelli    | Alfa Romeo                | 4      |
| 19   | Jody Scheckter      | Ferrari                   | 2      |
| 20   | Héctor Rebaque      | Brabham-Ford              | 1      |
| 21   | Mario Andretti      | Lotus-Ford                | 0      |
| 22   | Ricardo Zunino      | Brabham-Ford              | 0      |
| 23   | Marc Surer          | ATS-Ford                  | 0      |
| 24   | Clay Regazzoni      | Ensign-Ford               | 0      |
| 25   | Rupert Keegan       | Williams-Ford             | 0      |
| 26   | Jan Lammers         | ATS-Ford / Ensign-Ford    | 0      |
| 27   | Eddie Cheever       | Osella-Ford               | 0      |
| 28   | Geoff Lees          | Shadow-Ford / Ensign-Ford | 0      |
| –    | Patrick Depailler † | Alfa Romeo                | 0      |
| –    | Nigel Mansell       | Lotus-Ford                | 0      |
| –    | Vittorio Brambilla  | Alfa Romeo                | 0      |
| –    | Tiff Needell        | Ensign-Ford               | 0      |
| –    | Andrea de Cesaris   | Alfa Romeo                | 0      |
| –    | Mike Thackwell      | Tyrrell-Ford              | 0      |

### Konstrukteurswertung
| Pos. | Konstrukteur    | Punkte |
| ---- | --------------- | ------ |
| 01   | Williams-Ford   | 105    |
| 02   | Ligier-Ford     | 60     |
| 03   | Brabham-Ford    | 55     |
| 04   | Renault         | 38     |
| 05   | Tyrrell-Ford    | 12     |
| 06   | Arrows-Ford     | 11     |
| 07   | Fittipaldi-Ford | 11     |
| 08   | McLaren-Ford    | 11     |

| Pos. | Konstrukteur | Punkte |
| ---- | ------------ | ------ |
| 09   | Lotus-Ford   | 10     |
| 10   | Ferrari      | 8      |
| 11   | Alfa Romeo   | 4      |
| 12   | ATS-Ford     | 0      |
| 13   | Ensign-Ford  | 0      |
| 13   | Shadow-Ford  | 0      |
| –    | Osella-Ford  | 0      |